# Katharine Burr Blodgett
Katharine Burr Blodgett (Schenectady, New York, 10 januari 1898 – aldaar, 12 oktober 1979) was een Amerikaans natuur- en scheikundige en bekend van haar werk omtrent oppervlaktechemie en monomoleculaire coatings. In het bijzonder van haar uitvinding van "onzichtbaar", of ontspiegeld glas toen ze werkzaam was bij General Electric.
Tevens was ze de eerste vrouw die in 1926 een doctoraat (PhD) verkreeg aan de Universiteit van Cambridge.

## Biografie
Blodgett werd geboren in Schenectady, New York, als tweede kind van Katharine Buchanan (Burr) en George Bedington Blodgett. Haar vader was octrooifunctionaris bij General Electric (GE), als hoofd van die afdeling. Net voor haar geboorte werd hij door een inbreker doodgeschoten. GE bood een beloning van 500 dollar voor de arrestatie en veroordeling van de dader, maar de vermoedelijke dader pleegde nog voordat het berecht kon worden zelfmoord in zijn gevangeniscel in Salem.
Haar moeder was na de dood van haar echtgenoot financieel verzekerd en verhuisde kort na Katharines geboorte naar New York stad samen met haar dochter en haar zoon George Jr. Naast New York bracht Katharine, samen met haar moeder en broer, een groot deel van haar kindertijd door in Frankrijk en Duitsland. In 1912 keerde het gezin terug naar Amerika en bezocht ze de New York City Rayson School. Dankzij een studiebeurs kon ze daarna studeren aan de Bryn Mawr College, waar ze geïnspireerd raakte in de wetenschap door twee docenten: de wiskundige Charlotte Agnes Scott en de natuurkundige James Barnes.
In 1917 nam Irving Langmuir, een voormalig collega van haar vader en toekomstig Nobelprijslaureaat, de toen 19-jarige Katharine mee op een rondleiding door de onderzoekslaboratoria van General Electric. Hij bood haar een positie als onderzoeker bij GE aan op voorwaarde dat ze een hogere, universitaire opleiding ging volgen. Dus besloot ze na voltooien van haar bachelordiploma te gaan voor masterstudie scheikunde aan de Universiteit van Chicago. Aan deze universiteit bestudeerde ze samen met Harvey R. Lemon, gasabsorptie waarbij ze onderzoek uitvoerden naar de chemische structuur van gasmaskers.
Ze studeerde af in 1918 waarna, zoals beloofd, een vaste onderzoeksaanstelling kreeg bij General Electric. Na zes jaar als assistent gewerkt te hebben besloot ze een promotie na te streven om te kunnen doorgroeien bij General Electric. Langmuir regelde dat ze natuurkunde mocht gaan studeren aan de Cambridge-universiteit, waarbij hij de ietwat terughoudende administrateuren van het Cavendish-laboratorium moest overtuigen om een van de weinige aanstellingen toch aan een vrouw te geven. In Engeland studeerde ze onder Ernest Rutherford en was in 1926 de eerste vrouwelijke student die aan Cambridge promoveerde in de natuurkunde.

## Werk
Blodgett werd door General Electric aangenomen als onderzoekswetenschapper na het behalen van haar mastergraad aan de Universiteit van Chicago. Ze was hiermee de eerste vrouw die als wetenschapper werkzaam was in het laboratorium van General Electric. Vaak werkte ze samen met Langmuir, die een techniek had ontwikkeld om enkele molecuul dunne films te creëren op een wateroppervlak. Blodgett en Langmuir verkenden de toepassing van vergelijkbare technieken op lipoïden, polymeren en eiwitten, waarbij ze monomoleculaire coatings ontwikkelden om oppervlaktes van water, metaal of glas mee te bedekken.
In 1935 ontwikkelde Blodgett een verbeterde methode om monomoleculaire coatings laag voor laag aan te brengen op glas of metaal. Met deze methode slaagde ze erin om in 1938 glas te maken die 99% transmissief was, wat "onzichtbaar" glas opleverde. Standaard glas is zichtbaar doordat een gedeelte van licht door het glas wordt teruggekaatst. Met het aanbrengen van meerdere niet-reflecterende coatings wordt deze spiegeling opgeheven, waardoor het volledig lichtdoorlaatbaar wordt. Al snel na de ontdekking werden ontspiegelde lenzen toegepast in filmprojectoren en -camera's, alsmede antireflecterend glas in periscopen op onderzeeboten en spionage-camera's in vliegtuigen tijdens de Tweede Wereldoorlog.
Samen met Langmuir werkte ze ook aan verbetering van de gloeilamp en hun studies naar elektrische ontladingen waren belangrijk in de ontwikkeling van plasmafysica. Gedurende haar carrière kreeg ze acht patenten toegewezen, waarvan ze op twee na de enige uitvindster was. Verder publiceerde ze meer dan dertig technische artikelen in verscheidene wetenschappelijke tijdschriften. In 1963 ging ze bij General Electric met pensioen.

## Erkenning
Blodgett ontving tijdens haar leven talloze onderscheidingen. Ze ontving een ster in de zevende editie van de American Men of Science (1943) en werd erkend als een van de duizend meest vooraanstaande wetenschappers van de Verenigde Staten. In 1945 eerde de American Association of University Women haar met de jaarlijkse Achievement Award.
In 1951 ontving ze de prestigieuze Francis Garvan-medaille van de American Chemical Society voor haar werk aan monomoleculaire films. Datzelfde jaar werd ze door de Amerikaanse Kamer van Koophandel gekozen als een van de vijftien 'prestatiegerichte vrouwen'. Ook in 1951 werd ze geëerd in Bostons First Assembly of American Women in Achievement (de enige wetenschapper van de groep) en de burgemeester van Schenectady eerde haar met de Katharine Blodgett Day op 13 juni 1951 vanwege alle eer die ze naar haar gemeenschap had gebracht. 
In 1972 reikte de Photographic Society of America haar de jaarlijkse Achievement Award uit en in 2007 werd ze postuum opgenomen in de National Inventors Hall of Fame.

## Vermelding
- M.G.J. Minnaert: De natuurkunde van 't vrije veld, Deel 1: Licht en kleur in het landschap, § 177: Interferentiekleuren in olievlekken.